# NGC 508
NGC 508 је елиптична галаксија у сазвежђу Рибе која се налази на NGC листи објеката дубоког неба.
Деклинација објекта је + 33° 16' 49" а ректасцензија 1h 23m 40,7s. Привидна величина (магнитуда) објекта NGC 508 износи 13,1 а фотографска магнитуда 14,1. NGC 508 је још познат и под ознакама UGC 939, MCG 5-4-45, CGCG 502-68, ARP 229, VV 207, PGC 5099.